# Luigi Illica
Luigi Illica (Castell'Arquato, prop de Piacenza, 9 de maig de 1857 - Colombarone, 16 de desembre de 1919) va ser un famós llibretista italià, que va escriure, sol o en col·laboració amb Giuseppe Giacosa, per a Giacomo Puccini, Alfredo Catalani, Umberto Giordano, Pietro Mascagni i altres importants compositors d'òpera italians. Els seus llibrets van ser adaptats també com a base de diverses de pel·lícules de cinema mut.
Els seus més famosos llibrets d'òpera són els de La Bohème, Tosca i Madama Butterfly per a Puccini, Andrea Chénier, per a Umberto Giordano i La Wally per a Alfredo Catalani. També va contribuir decisivament al llibret de Manon Lescaut per a Puccini, tot i que no sol ser citat com a coautor d'aquesta obra.
La vida personal d'Illica, de vegades sembla de llibret. Per exemple, la raó que en les fotografies aparega només el costat esquerre del seu cap és que va perdre l'orella dreta en un duel per una dona.
Incapaç de suportar la disciplina familiar, molt jove va abandonar els estudis i va tenir una vida molt aventurera. Va viure primer a Milà i posteriorment a Bolonya, on va fundar una revista literària d'inspiració republicana. El 1882 va tornar a Milà, on va publicar el seu primer llibre de prosa i poesia Farfalle, effeti di Luce.
Es va dedicar també al teatre, escrivint diverses comèdies. A partir de 1892 es va concentrar en la tasca d'escriptor de llibrets d'òpera, la majoria de les vegades en estreta col·laboració amb Giacosa. Quan treballaven junts, Giacosa era qui normalment es concentrava en la poesia i el text i Illica s'ocupava més de l'estructura dramàtica, adaptant els textos originals.
Segons sembla, Puccini valorava més la labor de Giacosa que la d'Illica, no acceptant que Giacosa abandonara cap dels projectes en què col·laboraven, en alguna ocasió en què aquest ho va intentar. Després de la mort de Giacosa, va intentar prosseguir amb la seua col·laboració amb Puccini, reprenent el projecte d'un drama històric sobre Maria Antonieta d'Àustria. Però malgrat haver treballat plegats durant cert temps en el projecte, Puccini mai no va concloure la partitura.
El compositor torinès, Niccola Spinelli va morir l'any 1909, mentre componia la Trilogia di dorina, amb lletra d'Illica, la qual va deixar inacabada.
Illica va morir a l'edat de seixanta-dos anys a Colombarone. Està enterrat al cementeri de Castell'Arquato.